# Toms Brook
Toms Brook é uma cidade  localizada no estado norte-americano de Virginia, no Condado de Shenandoah.

## Demografia
Segundo o censo norte-americano de 2000, a sua população era de 255 habitantes.
Em 2006, foi estimada uma população de 260, um aumento de 5 (2.0%).

## Geografia
De acordo com o United States Census Bureau tem uma área de
0,4 km², dos quais 0,4 km² cobertos por terra e 0,0 km² cobertos por água. Toms Brook localiza-se a aproximadamente 300 m acima do nível do mar.

## Localidades na vizinhança
O diagrama seguinte representa as localidades num raio de 20 km ao redor de Toms Brook.